# Grass Range
Grass Range é uma vila  localizada no estado americano de Montana, no Condado de Fergus.

## Demografia
Segundo o censo americano de 2000, a sua população era de 149 habitantes.
Em 2006, foi estimada uma população de 146, um decréscimo de 3 (-2.0%).
Em 2010, Grass Range tinha 110 habitantes, de acordo com o censo desse ano.

## Geografia
De acordo com o United States Census Bureau tem uma área de
0,4 km², dos quais 0,4 km² cobertos por terra e 0,0 km² cobertos por água.

## Localidades na vizinhança
O diagrama seguinte representa as localidades num raio de 68 km ao redor de Grass Range.